# サリバン遠征
サリバン遠征（サリバンえんせい、英: Sullivan Expedition、またはサリバン・クリントン遠征、英: Sullivan-Clinton Expedition）は、アメリカ独立戦争中の1779年6月から9月にかけて、アメリカ大陸軍のジョン・サリバン少将とジェイムズ・クリントン准将が、ニューヨーク邦北部でイギリス軍に味方する英国王党派白人と、イロコイ連邦に属するインディアン部族を掃討するために行った軍事遠征である。

## 概要
大陸軍のこの遠征は、1779年夏の6月18日、ペンシルベニア邦イーストンを進発した時に始まり、ティオガに建設したサリバン砦を10月3日に放棄してニュージャージーに戻ったときまで続いた。この間、大きな戦闘はニューヨーク邦西部シェマング川沿いで起こったニュータウンの戦いのみであり、3,200名の大陸軍が約1,000名のイロコイ族と英国王党派の連合軍に大勝した。
サリバン軍は続いて焦土作戦を展開し、ニューヨーク邦西部のフィンガー湖周辺で少なくとも40のイロコイ連邦の集落を破壊し、その前年に起こっていたイロコイ族と英国王党派による白人入植地襲撃を終わらせた。その冬、集落を破壊された数千に及ぶイロコイ族難民がナイアガラ砦の外で難渋を極め、多くが凍死した。生き残った者はイギリスが支配するカナダやナイアガラフォールズおよびバッファローの地域に逃亡した。
歴史家アラン・W・エッカルト(en)はこの遠征がイロコイ族に与えた影響を評価して、「彼等の“意志”は破壊された。その“意志”とは、彼等の土地を維持し続けるか、そうする中で滅びることだった。」と記した。

## 背景
アメリカ独立戦争が始まったとき、イギリスの役人もまた植民地側大陸会議も、植民地で影響力のあるイロコイ連邦との同盟を求めるか、少なくとも中立でいてくれることを求めた。イロコイ連邦の6部族はその選択肢で分かれた。モホーク族、カユーガ族、オノンダーガ族およびセネカ族の大半はイギリス軍との同盟を選んだ。
しかし、オナイダ族とタスカローラ族は、長老派教会宣教師のサミュエル・カークランドの努力もあって、アメリカ革命側に付いた。イロコイ連邦にとって、アメリカ独立戦争は内戦でもあった。
イロコイ連邦の本拠（ロングハウス）はイギリス領カナダとアメリカ植民地の間のフロンティアにあった。イギリス軍が1777年にニューヨーク邦北部で「サラトガ」で降伏した後、英国王党派とそのイロコイ族同盟軍は、その地域の白人愛国者入植地やアメリカ側と同盟したイロコイ族集落を襲撃した。ナイアガラ砦を拠点とし、入植者襲撃に出たのは、英国王党派の指導者ジョン・バトラー大佐、ジョセフ・ブラントらモホーク族と、サエンケラータ、カイエントワコーン（コーンプランター）たちセネカ族だった。

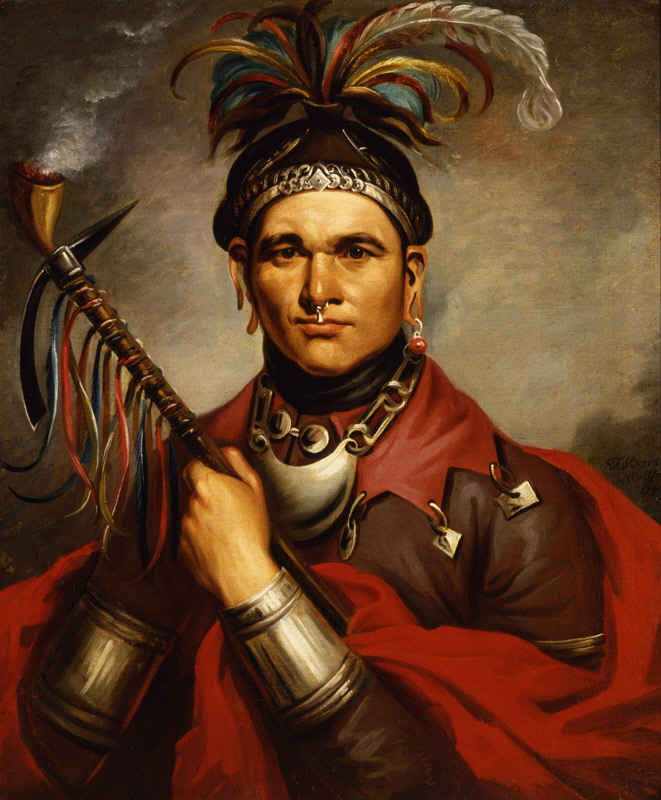
セネカ族の戦士カイエントワコーン（コーンプランター）

大陸軍の総司令官ジョージ・ワシントンは、それまでフロンティアの防衛のために然るべき大陸軍正規兵を出動させたことがなく、フロンティアの入植地は地元の民兵隊で自衛するよう告げていた。
イロコイ連邦などインディアンの社会は完全合議制の民主主義社会であり、部族の方針は議会である「ロングハウス」の中で、「会議の火」（Council Fire）を囲んで合議で決められる。「首長」や「部族長」のような、「部族を指導する」ような個人は存在しない。またイロコイ族は同盟を結んだ相手に、軍事協力する「安全保障条約」の風習を持っている。
1778年6月10日、「大陸会議戦争委員会」はインディアンとの大きな戦争が開戦間近と判断した。防衛戦は不適切であると判断されたので、委員会はイロコイ連邦を征伐するために、デトロイト砦やセネカ族の領土内にある砦に対し、3,000名の軍隊による大遠征を要求した。大陸会議はこの作戦の指揮官にホレイショ・ゲイツ将軍を指名し、作戦のための予算を手当てした。このような準備立てにも拘わらず、遠征そのものは翌年まで実行されなかった。
7月3日、英国王党派のバトラー大佐指揮下の「バトラー・レンジャーズ」と、セネカ族・カユーガ族の連合戦士団は、ペンシルベニアのワイオミング谷を攻撃し、特に「フォーティ砦」の愛国者守備隊360名を誘き出して全滅させた。

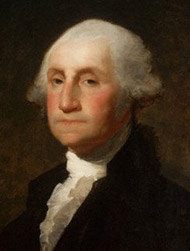
インディアン絶滅作戦を命じたジョージ・ワシントン大陸軍総司令官（後の初代アメリカ合衆国大統領）

9月、ワイオミング谷における敗北に対する報復のために、大陸軍トマス・ハートレー大佐が200名の兵士を率いて、ペンシルベニア北部のサスケハナ川に沿ったティオガやシェマングなどセネカ族、デラウェア族およびミンゴ族の集落9ないし12か所を焼き払った。これと同じ時期にバトラー・レンジャーズがモホーク谷のジャーマンフラッツを攻撃し、あたりの家屋や畑全てを破壊した。その後直ぐに大陸軍のウィリアム・バトラー（ジョン・バトラーとは別人）やジョン・カンティーンが指揮する部隊が報復に出て、モホーク川沿いウナディラやオノカガで多数のインディアンを虐殺し、集落を焼き払った。
11月11日、英国王党派のウォルター・バトラー（ジョン・バトラーの息子）大尉がバトラー・レンジャーズの2個中隊と、ジョセフ・ブラントらモホーク族30名を含むイロコイ族約320名と共に、ニューヨーク邦のチェリー谷の町を襲撃した。そこの砦が降伏したにも拘わらず、インディアンは集落の白人の虐殺を始め、16人の兵士と大半が女子供の32人を殺して頭皮を剥ぎ、80人を捕虜にした。捕虜の半分は戻ってこなかった。この虐殺で非難されたブラントは、実際には止めようとしたが無駄だったとされている。この町は略奪され破壊された。
チェリー谷の虐殺によって、アメリカ独立政府側はニューヨークのフロンティアを守るために何をすべきか悟った。1779年にイギリス軍がその軍事力を南部植民地に注ぎ込み始めたとき、ワシントンはこの機会を使って、ナイアガラ砦に対して計画されていた攻撃を始めることにした。その指揮官として最初に浮かんだのはチャールズ・リー少将だったが、リーもフィリップ・スカイラー少将、およびイズラエル・パットナム少将も全員が、様々な理由で辞退した。ワシントンは先ず遠征隊の指揮官職を「サラトガの英雄」であるホレイショ・ゲイツ将軍に提案したが、ゲイツはうわべは健康上の理由でこの申し出を断った。1779年3月6日、将軍達の中で序列第5位にあったジョン・サリバン少将が指揮官に指名され、サリバンが受け容れた。ワシントンがサリバンに下した命令は、イロコイ連邦の絶滅だった。
ジョージ・ワシントンからジョン・サリバン少将への命令、1779年3月31日、作戦本部で

## 遠征

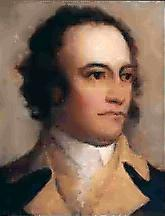
イロコイ族集落焦土化作戦を指揮したジョン・サリバン将軍

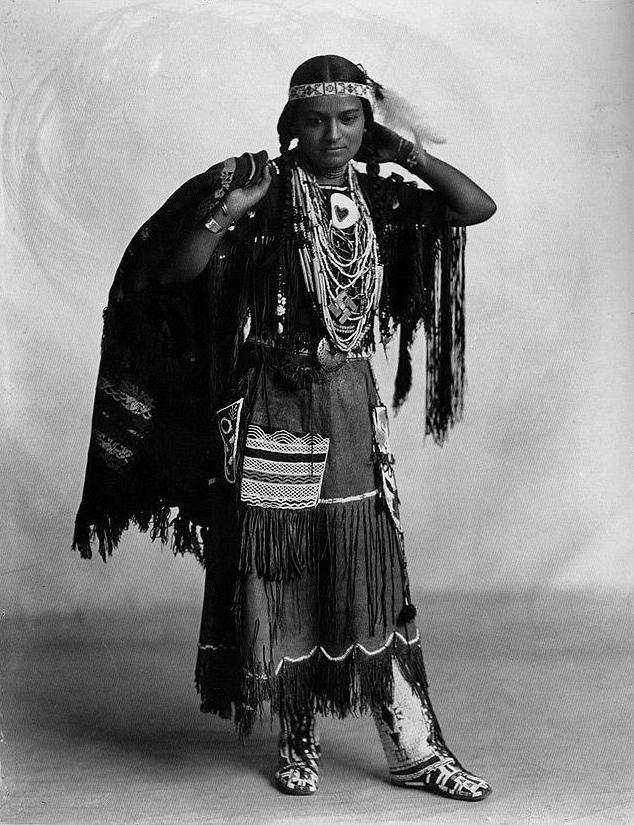
イロコイ族女性

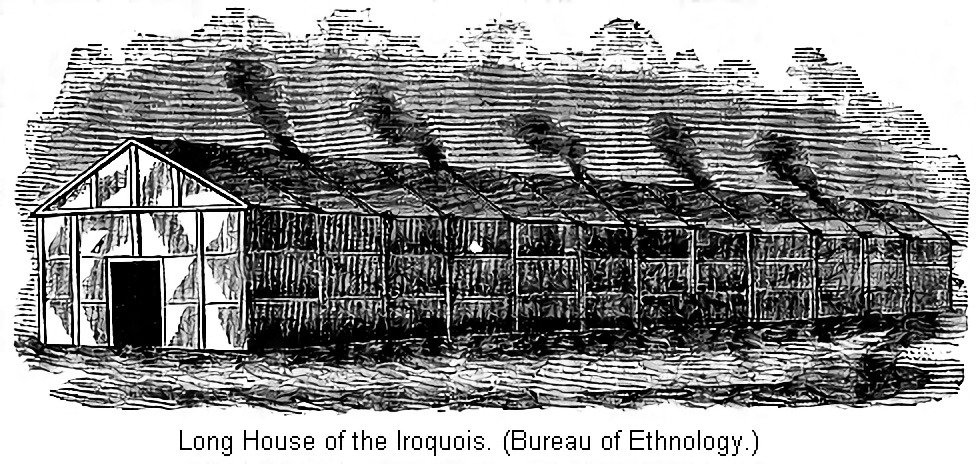
イロコイ族住居

ワシントンはサリバン将軍に3個旅団でペンシルベニアのイーストンからペンシルベニア中央にあるサスケハナ川にまで行軍し、そこから川に沿って現在はアセンズになっているティオガまで川を遡るよう指示した。またクリントン将軍にはニューヨーク邦のスケネクタディで4番目の旅団を編成して、モホーク川を西にカナジョハリーまで遡り、山を越えて作戦の足場としてオチゴ湖に行くよう指示した。サリバンが命令を受けたとき、クリントンのニューヨーク旅団はサスケハナ川を下ってティオガでサリバン隊との合流を目指しており、その途中でインディアンの集落全てを破壊していた。サリバンの軍隊は全軍で5,000名になるはずだったが、そのペンシルベニア旅団は750名以上が不足したまま参陣しており、約束されていた徴兵も実現しなかった。さらにその旅団の3番目の連隊であるジャーマン大隊は、負傷、病気および脱走（3年期限の徴兵期間が6月27日で切れていた）によってほんの100名にまで減っており、遠征隊の側面を守るために25名の中隊が駆り出されていた。アーマンズ・リージョンという部隊はこの作戦開始前にワシントンから本隊に呼び戻されていた。あれこれの理由で少なくなったために、地元民兵70名足らずの2個中隊を含めたとしても総勢で4,000名を超えたことはなかった。
主力軍は6月18日にイーストンを離れ、ワイオミング谷にあるバロック農園の宿営地まで93kmを行軍し、6月23日に着いた。そこで前もって送られていなかった食料や物資を待ち、7月31日までワイオミング谷に留まっていた。その軍隊は山がちの地形と、サスケハナ川を緩慢に進む軍用物資運搬船によって行軍速度を抑えられ、ようやく8月11日にティオガに到着した。彼等はシェマング川とサスケハナ川の合流点に一時的な砦の建設を始め、それを「サリバン砦」と呼んだ。
サリバンは、1777年11月にその地域を測量しているときに捕虜になったことのあるガイドの一人ジョン・ジョンキンス中尉に偵察隊をつけてシェマング集落を偵察させた。ジェンキンスはインディアンの集落が活動しておりサリバン軍の存在に気付いていないと報告した。サリバンはその軍隊の大部分で2つの高度のある谷を越えて夜通し行軍させ、夜明け直ぐに厚い霧の中から攻撃を掛けさせたが、集落はもぬけの殻だった。エドワード・ハンド准将が小さな部隊がニュータウンに向かって逃げて行っていると報告し、その追跡の許可を得た。このとき側面護衛もいたが、ほんの1.6km行ったところでその前衛隊が待ち伏せを受け、6名が戦死し、9名が負傷した。このとき全旅団で攻撃を掛けたが、待ち伏せしていた者達はほとんど損失を出さずに逃亡した。その日の午後、エノック・プアの第1ニューハンプシャー連隊が、待ち伏せ部隊かあるいは恐らく別の部隊からの射撃を受け、1名が戦死し、5名が負傷した。待ち伏せは8月15日と17日にもあり、その合計で2名が戦死し、2名が負傷した。8月23日、宿営地でライフル銃の誤射により1人の大尉が死亡し、1人が負傷した。
クリントンの旅団は2週間にわたって陸路物資を運んだ後、6月30日にオチゴ湖南端（現在のニューヨーク州クーパーズタウン）で宿営を張り、そこで命令を待っていたが、それは8月6日まで届かなかった。翌日サスケハナ川上流に沿ってティオガまで246kmの破壊行軍を開始した。その物資は全て250隻の平底船に積んでいた。シェマングでの行動でサリバンはイロコイ族が個別粉砕を目論んでいるのではないかと疑うようになり、翌日エノック・プア准将に1,084名の精鋭を付けて、クリントン隊の居場所をつきとめサリバン砦まで連れてくるために派遣した。全軍は8月22日に集結した。
8月26日、合流した約3,200名の兵士と250両の荷馬車隊がサリバン砦を出発した。砦は軍隊中から選別した300名の守備隊を、第2ニューハンプシャー連隊のイズラエル・シュリーブ大佐に付けて残した。ニューヨーク中西部の六部族国家の領土で北にゆっくりと進んだこの軍隊は、8月29日に起こったニュータウンの戦いという大きな会戦を1つ戦っただけに終わった。この戦いは大陸軍の完勝に終わった。その後、ボイド・アンド・パーカーの待ち伏せで大陸軍の25名の分遣隊が待ち伏せを受け、5名を除いて全員が捕虜になるか殺された。9月1日、ジョン・コーム大尉が戦病死した。
サリバン軍は9月15日に、現在のニューヨーク州カイラービル近く、シェヌシオ（またの呼び名はベアーズタウン、シネフィー、ジェネシー、ジェネセオ）の町でセネカ族の領土に最も深く侵入し、9月末にサリバン砦に戻るまでイロコイ族の集落を破壊し尽くした。その3日後、サリバン軍は砦を棄てて、ニュージャージー邦のモリスタウンに戻り、冬季宿営に入った。サリバンの証言では、キャサリンズタウン、ゴイオゴウエン、ショノドートおよびカナダセアガなど40か所のイロコイ族集落が破壊され、イロコイ族の畑や果樹園も共に全て破壊された。
1778年にイギリス領ケベック総督に指名されていたフレデリック・ハルディマンドは、サリバン遠征についてバトラーやナイアガラ砦から情報を得ていたが、その同盟イロコイ族を守るために十分な援軍を送らなかった。9月遅くになって、約600名の英国王党派とカナダのイロコイ族の部隊を派遣したが、この時にはすでにサリバン遠征は首尾よく成功を収めていた。

### ブロードヘッドの遠征

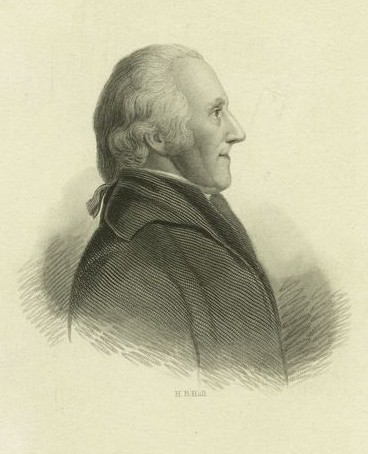
ニューヨーク旅団を指揮したジェイムズ・クリントン准将

西部の方では、ダニエル・ブロードヘッド大佐が指揮した遠征が同時に行われていた。ブロードヘッドは1779年8月14日にその第8ペンシルベニア連隊正規兵と民兵の集合総勢600名と共にピット砦を進発し、アレゲーニー川を上流に進んで、ペンシルベニア邦北西部とニューヨーク邦南西部にあったセネカ族とマンシー族の領土に入った。この地域のインディアン戦士の大半がサリバン軍に対抗するために出払っていたので、ブロードヘッドの部隊はほとんど抵抗に遭うこともなく、コネワンゴなど約10か所の集落を破壊した。当初の作戦ではブロードヘッド隊がシェヌシオでサリバン軍と合流しナイアガラ砦を攻撃することになっていたが、現在のニューヨーク州サラマンカ近くの集落を破壊したあとで帰路につき、主力部隊と合流することはなかった。ワシントンが書いた手紙では、フィンガー湖地域の東側の山を越えることはあまりに危険であるので、この小さな遠征隊が北方を襲うことを制限していた。

### テアントンタラゴ
この作戦の最後の行動は9月27日のことだった。サリバンはクリントン旅団の一部を第3ニューヨーク連隊のピーター・ガンズヴォート大佐の指揮でスタンウィックス砦を経由して冬季宿営地に直接戻るように派遣した。スタンウィックス砦を発ってから2日後、スケネクタディ川の水源近くで、この分遣隊は「南モホーク城塞」と呼ばれるテアントンタラゴ（他にシエンデレゴ、ティオノンドラーゲ、ティオノンデロガとも呼ばれた）で停止し、「モホーク族の男性全てを捕らえる」という命令を実行した。ガンズヴォートは「ここのインディアンはモホーク川地域の農夫大半より良い生活をしており、その家屋には家事に必要な器具、大量の穀物、何頭かの馬、牛、荷車と全てが整っていた。」と記した。モホーク族男性たちはオールバニで投獄され、1780年になってから釈放された。
大陸軍はこの作戦で、モホーク族から家屋を没収した。土地の白人入植者はイロコイ族の襲撃で家を失っており、ガンズヴォートに彼らの家を代わりによこすよう求めた。「南モホーク城塞」のモホーク族は全てイギリス側に付いて戦うことを拒み、多くの者はアメリカ独立政府を支援していたので、当時大陸会議のニューヨーク代表だったフィリップ・スカイラーはガンズヴォートの行動も、家を渡すことも批判した。スカイラーはワシントンが個人的にこの遠征の指揮を執らせようと考えた将軍だったが、スカイラーが大陸軍北方方面軍指揮官を解かれたことで、その任務を引き渡せるまで軍隊に奉仕していた。スカイラーは1779年に指揮官職を辞任していた。

## 遠征の後

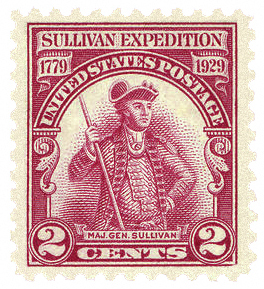
1929年のアメリカ切手、サリバンが描かれている

サリバンは当時病気を患っていたので遠征も遅れていたが、健康状態が悪化を続けたので1780年にその任務を辞した。歴史家達は、イロコイ族がワシントンにつけた渾名「町の破壊者（Town estroyer）」がこの遠征から出てきたものであるかについては意見の一致を見ていない。
この時の集落破壊によってその冬に5,000人をこえるイロコイ族インディアン難民は苦難を強いられることになり、多くは飢えるか凍えて死んだ。しかし、ジョン・バトラーが「この地域のインディアンは食糧に大変不足していたので、」遠征前の1778年5月でも「森の中の草の根を集めて生活していくしかなかった」と書いているように、この苦難の原因は大陸軍による遠征が全てではない。多くのタスカローラ族やオナイダ族は攻撃を恐れて、イギリス側に逃亡した。
1780年2月、元将軍で当時大陸会議代議員のスカイラーは大陸軍側のインディアンの一隊をナイアガラ砦に派遣し、イギリスに同盟するイロコイ族に和平を提案させた。ここのイロコイ族はスカイラーが罠に掛けようとしていると疑いこの提案を拒絶した。4人の使者は投獄され、そのうちの1人はそこで死んだ。
サリバン遠征はイロコイ族の畑や集落を破壊し、1779年から1780年の冬はインディアンにイギリス軍の慈悲に縋るように仕向けたが、第2ニューハンプシャー連隊のジェレマイア・フォッグ少佐はその日記に、「（インディアンの）巣は破壊されたが、鳥はまだ羽を持っている」と記していた。ワシントンは決戦が行われず、ナイアガラ砦を奪えなかったことに失望した。イロコイ族戦士と英国王党派は1780年と1781年もモホーク川とスコハリー川の流域で定期的に襲撃を続け、広範囲におよぶ資産や畑を破壊し、200人以上の入植者を殺した。1780年に起こったミンデンの町の破壊はこの4年間の内戦の中で最も破壊的な襲撃だった。1781年に起こった最後の重要な襲撃ではモホーク川下流32kmの地帯が破壊されたが、10月25日のジョンズタウンの戦いで駆逐された。ウォルター・バトラーは英国王党派が撤退する途中のウェストカナダ・クリークで10月30日に起こった戦闘で殺された。
それでもイロコイ族の故郷と生活基盤はこの遠征で破壊された。長い目で見ると、この遠征がイロコイ連邦の生活基盤を破壊したことは明らかである。この遠征は飢饉や離散以上のものではないことが分かった。戦争の後、イロコイ族の領土の多くは1784年のスタンウィックス砦条約で和平が確保されることになり、その後ニューヨーク州との不平等条約でまとめられることになった。インディアンの多くはカナダ、オクラホマ州およびウィスコンシン州に移動した。1783年のパリ条約の後、ヨーロッパ系白人が新しく空白地帯になった地域に比較的安全に入植を始め、最終的には士気阻喪したまま残っている少数団のイロコイ族はニューヨーク州との不平等条約で細かく切り取られた村や町の中に孤立することになった。